# Rudolf Petersen
Rudolf Jesper Petersen (* 15 de junio de 1905 en Atzerballig, isla de Alsen, hoy en Dinamarca; † 2 de enero de 1983 en Flensburg) fue un marino alemán de la Segunda Guerra Mundial condecorado con la Cruz de Caballero de la Cruz de Hierro y las hojas de roble.

## Vida
Rudolf Petersen, hijo de un pastor protestante, ingresó el 16 de noviembre de 1925 como guardiamarina en la Reichsmarine, ascendió en 1929 a Leutnant zur See, el 1 de julio de 1931 a alférez de navío y el 1 de septiembre de 1935, ya en la Kriegsmarine, a teniente de navío, recibiendo el mando de la lancha rápida (Schnellboot) S 9, botada el 22 de enero de 1934 en el astillero Lürssen de Vegesak y alistada el 6 de septiembre de 1934. El 1 de agosto de 1938, fue nombrado jefe de la recién creada 2ª flotilla de lanchas rápidas en Wilhelmshaven.
Al comenzar la guerra, la flotilla estaba en el puerto para submarinos de la isla de Heligoland, con las lanchas S 9, S 10, S 14, S 15, S 16 y S 17 más su buque nodriza Tanga. El 4 de septiembre de 1939, la flotilla salió para una operación de reconocimiento, pero tuvo que suspenderla por el mal tiempo y la lancha S 17 sufrió tan graves daños que tuvo que ser desechada. El 10 de septiembre la flotilla se trasladó a Kiel, luego a Swinemünde, Saßnitz, Rostock y de nuevo a Kiel. Realizó ejercicios por ejemplo de disparo de torpedos, en Schleimünde. También realizó tareas de defensa antisubmarina para los cruceros pesados Admiral Hipper y Blücher, buscando infructuosamente en los estrechos daneses y el Estrecho de Øresund submarinos polacos que trataran de salir del Báltico. Al congelarse este mar, la flotilla regresó al Mar del Norte.
El 1 de enero de 1940 Petersen ascendió a capitán de corbeta y el 4 de agosto de 1940 fue condecorado con la Cruz de Caballero de la Cruz de Hierro. El 27 de noviembre de 1940 fue por breve tiempo Jefe de Torpederos en funciones. El 20 de octubre de 1941 fue destinado como oficial de estado mayor del Jefe de Torpederos, para prepararse a su futura tarea como Jefe de Lanchas Rápidas (Führer der Schnellboote, FdS), cargo que se le dio el 20 de abril de 1942 y en el que siguió hasta el fin de la guerra. El 1 de abril de 1944 ascendió a capitán de navío y el 13 de junio de 1944 recibió las hojas de roble para la Cruz de Caballero. El 23 de septiembre siguiente ascendió a comodoro. Como FdS fue interpelado varias veces por sus superiores por la aparente ineficacia de las lanchas rápidas. Puesto que quería mantener el equilibrio entre nuevas construcciones y pérdidas, Petersen tenía que limitar los riesgos, y de esa forma podía mantener en el teatro occidental a ser posible 40 lanchas disponibles para actuar.

## Consejo de guerra en mayo de 1945
A principios de mayo de 1945, las lanchas rápidas de Petersen estaban reunidas en el Golfo de Gelting frente a Flensburg, donde 47 tripulaciones de submarinos hundieron sus U-Boote en la noche del 4 al 5 de mayo, siguiendo la orden "arco iris" prevista por el gran almirante Dönitz para evitar que cayeran en manos de los vencedores.
Como comodoro y jefe de lanchas rápidas, Petersen fue presidente del último consejo de guerra por deserción contra el marinero de 26 años Fritz Wehrmann de Leipzig, el radiotelegrafista de 20 años Alfred Gail de Kassel y el cabo mayor de 22 años Martin Schilling de Frisia oriental, que fueron condenados a muerte y ahorcados el 10 de mayo, por tanto dos días después de la capitulación alemana, en el buque nodriza de lanchas rápidas Buéa. Ya el propio 8 de mayo Petersen había hecho arriar la bandera de guerra en los barcos de su jurisdicción. Los acusados habían tenido noticia el 4 de mayo de 1945 de la capitulación de las tropas alemanas ante los británicos y trataron de pasar el 6 de mayo desde su alojamiento en Svendborg, en la isla de Fioni, a tierra firme, pero los detuvo un policía auxiliar danés que los entregó a las tropas alemanas.
La madre de Wehrmann recibió con un año de retraso la carta de despedida de su hijo, que pidió a su amigo Theodor Meier que la entregara cuando su madre ya hubiera perdido la esperanza de reencontrarlo. En la carta se mencionaban los nombres de los responsables.

### Continuación
Rudolf Petersen y los miembros del consejo de guerra fueron absueltos en 1953 por el Tribunal del Estado de Hamburgo de los delitos de homicidio y prevaricación. Tras la sentencia, la madre de Alfred Gail se suicidó y Anna Wehrmann pasó 20 años en una residencia.

## Posguerra
Petersen trabajó como comerciante y desde el 1 de junio de 1953 hasta principios de 1958 director de la escuela de vela Hanseatische Yachtschule de Glücksburg -propiedad del Deutscher Hochseesportverband HANSA e.V.- y trabajó en el servicio de paracaidismo militar de las Fuerzas Armadas (Bundeswehr).
Petersen sufrió un grave shock en la Nochevieja de 1982, cuando al abrir la puerta de su piso unos jóvenes le arrojaron petardos a la cara, de resultas del cual murió el 2 de enero de 1983.

## Condecoraciones
- Cruz de Hierro (1939) de 2ª y 1ª clase
- Cruz de Caballero de la Cruz de Hierro con hojas de roble[2]
  - Cruz de Caballero el 4 de agosto de 1940
  - Hojas de roble el 13 de junio de 1944 (499ª concesión)
- Insignia de Guerra de Lanchas Rápidas con brillantes el 13 de junio de 1944